# Szaulicze
Szaulicze (biał. Шавулічы) – wieś na Białorusi w obwodzie grodzieńskim w rejonie zelwieńskim położona 13 km na północ od Wołkowyska. 

Do końca II wojny światowej wieś oznaczano na mapach z dopiskiem Fw. (folwark) w odróżnieniu do pobliskiej nieistniejącej już wsi Szaulicze.